# Paul Gaté
Pour les articles homonymes, voir Gaté.

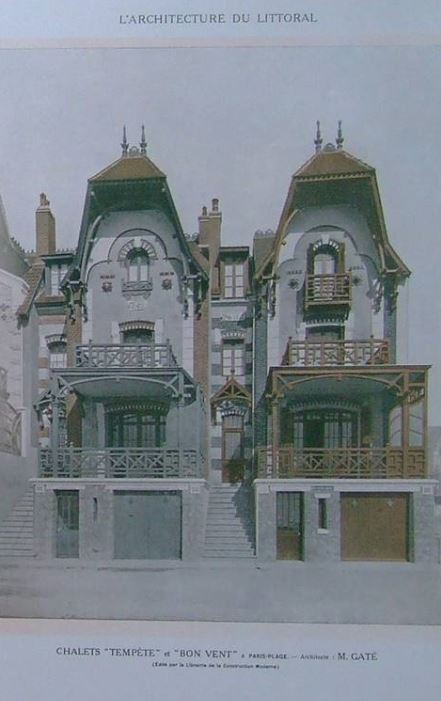
Le Touquet-Paris-Plage

Paul Gaté est un architecte français, né le 29 juillet 1863 dans le 14e arrondissement de Paris et mort le 29 août 1938 à Andrésy dans le département des Yvelines.

## Biographie

### Enfance et formation
Paul Louis André Gaté naît, le 29 juillet 1863 dans le 14e arrondissement de Paris, du mariage de Louis Jules Gaté, employé des chemins de fer, et de Marcine Virginie Collé, couturière.
Il est élève, de l'école des arts décoratifs (en 1877), de Justin Rochet et de François Roux, architecte des bâtiments civils.

### Famille
Paul Gaté épouse en premières noces Elisabeth Reine Marie Drouhot, ils ont une fille Marcelle Marie Louise Gaté (1892-1974), et il épouse, en secondes noces, Aurélie Fernande Fournier, le 28 mars 1901 dans le 14e arrondissement de Paris. Il est domicilié rue de Bellechasse,.

### Parcours professionnel
Paul Gaté s'établit en 1898, comme successeur de l'architecte Charles Lafforgue, dont il était l'associé, 10 rue Bellechasse.
Il est expert près les justices de paix, Paris et Seine et Oise.
Il est membre de différentes sociétés comme la société des architectes (1898), la société centrale des architectes (1906), de la société d'assistance confraternelle des architectes (1904), de la société de défense mutuelle (1906), de la société du baron Taylor (1906), et de la société d'histoire et d'archéologie du 7e arrondissement de Paris (1909).
Il est vice-président, de la renaissance française d'Alsace et de Lorraine (1918) et de la commission d'hygiène du 7e arrondissement (1909).
Il est président, de l'association des enfants de la Seine (société de secours mutuel enfantine) depuis 1914, du comité de patronage des apprentis du 7e arrondissement et du comité des fêtes du 7e arrondissement.
Il est également maire-adjoint du 7e arrondissement en 1919.
Il est l'architecte des villas Tempête et Bon vent, sises, respectivement, au 157 et 159, boulevard de la Mer (Docteur Jules-Pouget aujourd'hui).

### Mort
Paul Gaté meurt le 29 août 1938 à Andrésy dans le département des Yvelines.

### Distinctions
Paul Gaté est officier de l'Instruction publique en 1909, médaille d'or de la mutualité en 1919, commandeur du Nichan Iftikhar en 1923, médaille de bronze du dévouement de la préfecture de Police en 1925, officier du mérite agricole en 1926 et fait chevalier de la Légion d'honneur par décret du 10 août 1929.

## Pour approfondir